# Сухиндол
Сухиндол (болг. Сухиндол) — город в Болгарии. Находится в Великотырновской области, входит в общину Сухиндол. Население составляет 1840 человек (2022).

## Политическая ситуация
Кмет (мэр) общины Сухиндол — Пламен Димитров Чернев (Болгарская социалистическая партия (БСП)) по результатам выборов в правление общины.